# Delissea lanaiensis
Delissea lanaiensis är en klockväxtart som först beskrevs av Joseph Rock, och fick sitt nu gällande namn av Thomas G. Lammers. Delissea lanaiensis ingår i släktet Delissea, och familjen klockväxter. Inga underarter finns listade i Catalogue of Life.